# Сюиты для виолончели соло (Бах)
Сюиты для виолончели соло, BWV 1007—1012 — шесть сочинений И. С. Баха, созданных им в кётенский период творчества (1717—1723 годы).

## Состав и структура
Каждая из сюит состоит из прелюдии, аллеманды, куранты, сарабанды, двух танцев (менуэтов в сюитах № 1 и 2, бурре в сюитах № 3 и 4, гавотов в сюитах № 5 и 6) и жиги.
- Сюита № 1 соль мажор, BWV 1007

- Сюита № 2 ре минор, BWV 1008

- Сюита № 3 до мажор, BWV 1009

- Сюита № 4 ми-бемоль мажор, BWV 1010

- Сюита № 5 до минор, BWV 1011

- Сюита № 6 ре мажор, BWV 1012

## Исполнители
Среди виолончелистов, в разное время исполнявших и записывавших сюиты Баха, — П. Казальс, М. Л. Ростропович, Д. Б. Шафран, А. Е. Васильева, Йо-Йо Ма. Немецкий перкуссионист Кристиан Родербург записал все шесть сюит в собственном переложении для маримбы, а нидерландский саксофонист Хенк ван Твиллерт — в своём переложении для баритонового саксофона. Японский гитарист-виртуоз Кадзухито Ямасита записал все шесть сюит в собственном переложении (1990 г.) и исполняет произведения на концертах.

## Влияние
Персонаж аниме «Евангелион» Синдзи Икари исполняет фрагмент прелюдии из сюиты № 1.
Персонаж аниме «Кровь+» Хадзи исполняет фрагмент прелюдии из сюиты № 5. В фильме его исполнение озвучил Нобуо Фурукава (яп. 古川展生 Фурукава Нобуо). На специальном компакт-диске «Нagi plays J. S. BACH», помимо всех частей сюиты № 5 в исполнении Н. Фурукавы, представлен также ремикс прелюдии в исполнении Ёсихиро Ханно (яп. 半野喜弘 Ханно Ёсихиро).
Персонаж произведения «Вспоминая моих грустных шлюх» Габриэля Гарсиа Маркеса слушает сюиты Баха с текстом: «Я считаю их самым мудрым, что есть в музыке, однако вместо того, чтобы, как обычно, успокоить, они ввергли меня в состояние тяжелейшей прострации».